# 圣日耳曼代格鲁瓦
圣日耳曼德格鲁瓦（法語：Saint-Germain-des-Grois，法語發音：[sɛ̃ ʒɛʁmɛ̃ de ɡʁwa] ⓘ）是法国奥恩省的一个市镇，位于该省东南部，属于莫尔塔涅欧佩什区。

## 地理
圣日耳曼德格鲁瓦（48°23'53"N, 0°49'49"E）面积10.38 平方千米，位于法国诺曼底大区奧恩省，该省份为法国西北部内陆省份，北起顺时针与卡爾瓦多斯省、厄尔省、厄尔-卢瓦省、萨尔特省、马耶讷省和芒什省接壤。
与圣日耳曼德格鲁瓦接壤的市镇（或旧市镇、城区）包括：布勒通塞勒、于讷河畔萨布隆、佩尔什地区雷马拉尔、韦里耶尔。
圣日耳曼德格鲁瓦的时区为UTC+01:00、UTC+02:00（夏令时）。

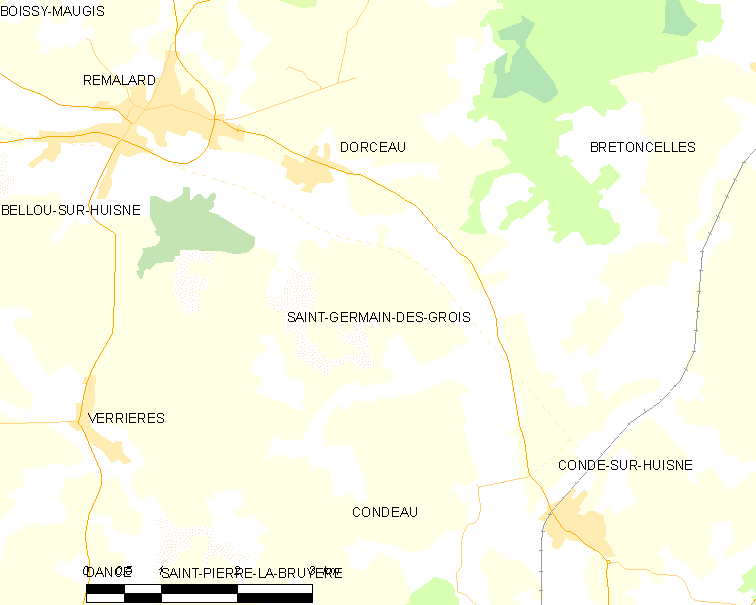
圣日耳曼德格鲁瓦的OSM定位图

## 行政
圣日耳曼德格鲁瓦的邮政编码为61110，INSEE市镇编码为61395。

## 政治
圣日耳曼德格鲁瓦所属的省级选区为布勒通塞勒县。

## 人口

1962-2008年间圣日耳曼德格鲁瓦人口变化图示

圣日耳曼德格鲁瓦于2022年1月1日时的人口数量为204人。